# 大川市立宮前小学校
大川市立宮前小学校（おおかわしりつ みやのまえしょうがっこう）は、福岡県大川市向島にある市立の小学校。

## 概要
歴史
1959年（昭和34年）に大川市立大川小学校の児童数増加により、設置された「宮前分教場」が前身である。翌1960年（昭和35年）には分離の上、「大川市立宮前小学校」として独立。2019年（平成31年／令和元年）に創立60周年を迎えた。
学校教育目標
「志をもって、自ら学び、心豊かに、たくましく生きる子どもの育成」
校章
風浪宮の紋所「州辺（すはま）」にあやかった図柄となっていて、中央に校名の頭文字である「宮」の文字を配している。
校歌
1966年（昭和41年）制定。歌詞は3番まであり、各番の歌詞中に校名の「宮前小学校」が登場する。
通学区域
大川市行政区名による「上野町、北酒見町、宮内町、中原町」。中学校区は大川市立大川桐英中学校。
シンボルツリー
フェニックスの木

## 沿革
開校前
- 1957年（昭和32年）- 大川市立大川小学校の生徒数急増のため、分教場の設置が決定。
- 1958年（昭和33年）11月 - 分教場校舎建設（第一期工事）に着手。

開校
- 1959年（昭和34年）1月 - 生徒数増加のため、「大川市立大川小学校 宮前分教場」が設置される。酒見地区および向島のうち上野地区の児童を8学級に収容。
- 1960年（昭和35年）4月1日 - 宮前分教場が分離の上、「大川市立宮前小学校」（現校名）として独立。新校舎（第二期工事）が完成。15学級となる（児童数675名）。
- 1962年（昭和37年）- プールが完成。
- 1966年（昭和41年）
  - 1月 - 体育館兼講堂が完成。
  - この年 - 校歌を制定。
- 1967年（昭和42年）- 学校売店を開始。
- 1969年（昭和44年）3月 - 特別教室が完成。
- 1972年（昭和47年）7月 - 運動場を拡張。
- 1976年（昭和51年）プールを改修。
- 1995年（平成7年）- 鉄筋コンクリート造の新校舎（現校舎）が完成。
- 2009年（平成21年）- 創立50周年記念式典を挙行。
- 2020年（令和2年）4月 - 大川市立中学校2校（大川・大川南）の統合により、中学校区が大川市立大川桐英中学校となる。
- 2024年（令和6年）4月 - 大川市立小学校で2学期制が導入される[2]。

## 交通
最寄りの鉄道駅
- 西日本鉄道 西鉄天神大牟田線 「八丁牟田駅」（三潴郡大木町）

最寄りの幹線道路
- 国道208号
- 福岡県道716号水田大川線

## 周辺
- 学童保育所 太陽の家
- 風浪宮保育園
- 風浪宮しらさぎ幼稚園
- 風浪宮
- 福岡県立大川樟風高等学校
- 花宗川

## 参考資料
- 「大川市誌」（1977年（昭和52年）12月21日発行, 大川市）p.1279～ 教育・文化（p.1286～p.1287 宮前小学校）